# Abraham Ortelius

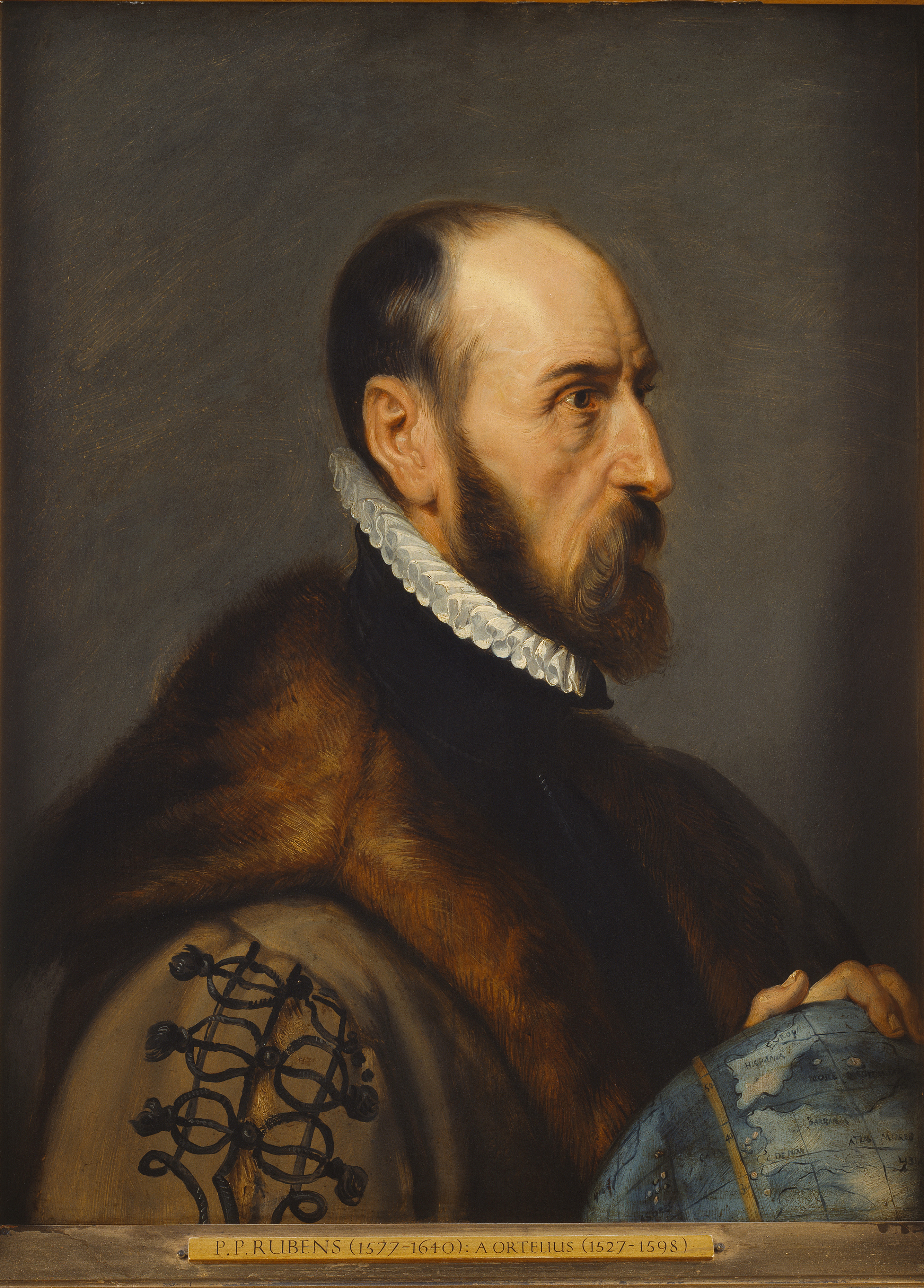
Abraham Ortelius, de Peter Paul Rubens

Abraham Ortelius (Abraham Ortels) (n. 14 aprilie 1527 – d. 28 iunie 1598) a fost un cartograf și geograf flamand, creator al primului atlas geografic modern, intitulat Theatrum Orbis Terrarum (Teatrul lumii).

## Viața
Ortelius s-a născut în orașul Antwerpen, pe atunci parte a Celor Șaptesprezece Provincii ale Habsburgilor, în Belgia de astăzi. Membru al influentei familii Ortelius din Augsburg, a călătorit mult prin Europa. Se știe că a călătorit în Cele Șaptesprezece Provincii, în Germania, Franța, Anglia, Irlanda și Italia.
A început să lucreze ca gravor de hărți și în 1547 a fost admis în breasla Sfântului Luca din Antwerpen ca afsetter van Karten. La început, cariera sa a fost una de om de afaceri și mare parte din călătoriile sale dinainte de 1560 au fost efectuate în scopuri comerciale (cum ar fi primele sale vizite la târgul de carte și tipărituri din Frankfurt). În 1560, pe când călătorea cu Mercator la Trier, în Lorena și la Poitiers, pare însă să fi fost atras, în mare parte datorită influenței lui Mercator, de o carieră în geografia științifică; el s-a dedicat în mod deosebit, la sugestia prietenului său, compilării atlasului său Theatrum Orbis Terrarum (Teatrul Lumii), care l-a făcut celebru.
În 1575 a fost numit geograf al regelui Spaniei, Filip al II-lea, la recomandarea lui Arias Montanus, care a garantat pentru credința sa catolică (familia lui, încă din 1535, intrase sub suspiciunea de protestantism). În 1578 a pus bazele unei abordări critice a geografiei vechi în lucrarea sa Synonymia geographica (editată de Tipografia Plantiniană din Antwerpen și republicată în formă extinsă sub titlul Thesaurus geographicus în 1587 și extinsă din nou în 1596. În această ultimă ediție, Ortelius a luat în calcul posibilitatea ca toate continentele să fi fost în trecut unite, ipoteză demonstrată a fi corectă abia după câteva secole).
În 1596 a primit un omagiu din partea orașului Antwerpen, similar celui acordat ulterior lui Rubens. Moartea sa la 28 iunie 1598 și înmormântarea în biserica Abației Sf. Mihail din Antwerpen, au fost marcate prin doliu public. Epitaful de pe mormântul său este Quietis cultor sine lite, uxore, prole.

## Hărțile

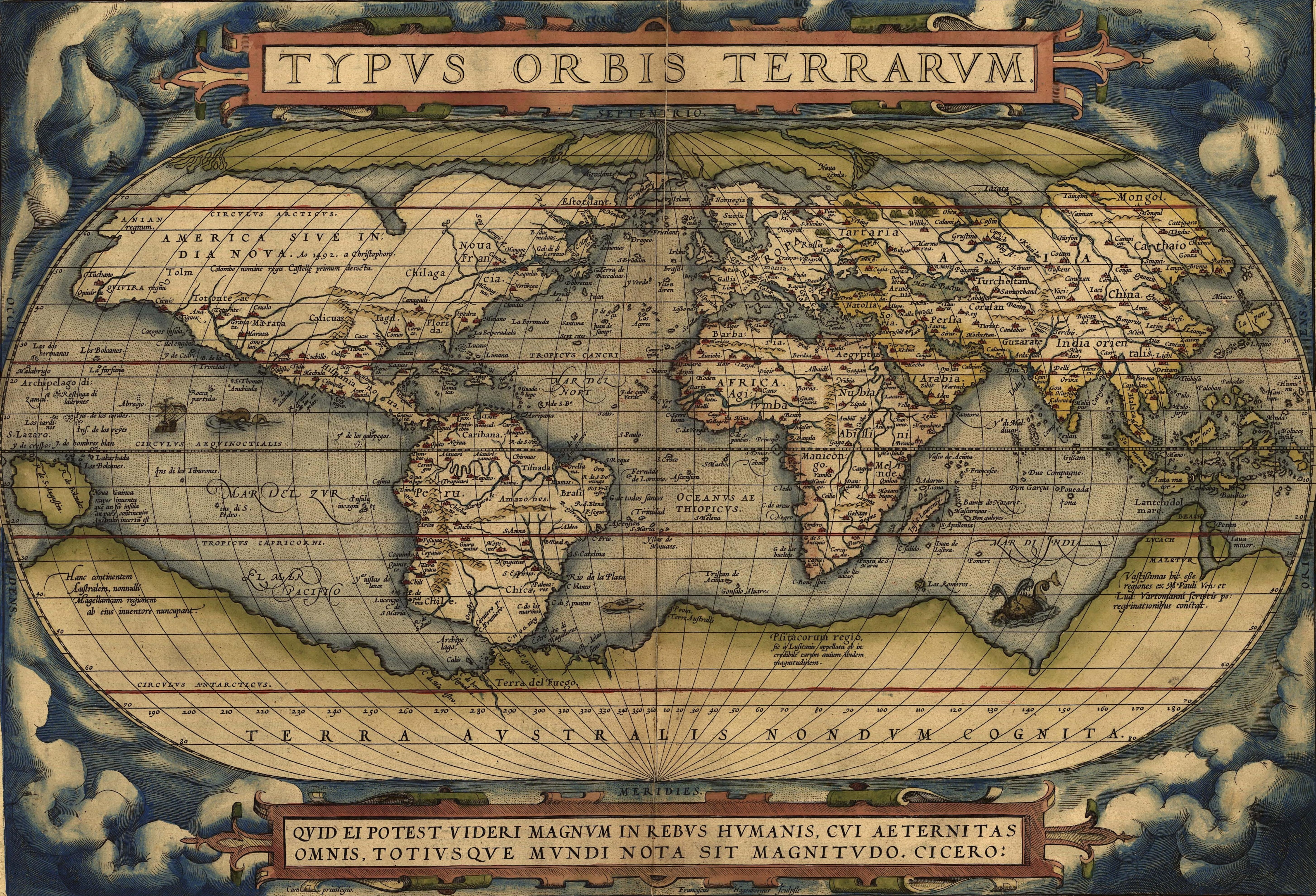
Harta lumii din Theatrum Orbis Terrarum

În 1564 a terminat un „mappemonde”, o hartă a lumii pe opt file, care a apărut ulterior în formă redusă în Theatrum. Singura copie a acestei mari hărți se află în biblioteca Universității Basel (cf. Bernoulli, Ein Karteninkunabelnband, Basle, 1905, p. 5). El a publicat și o hartă în două file a Egiptului în 1565, un plan al castelului Brittenburg de pe coasta Țărilor de Jos în 1568, o hartă a Asiei pe opt file în 1567 și o hartă a Spaniei pe șase file înainte de apariția atlasului.

### Theatrum Orbis Terrarum

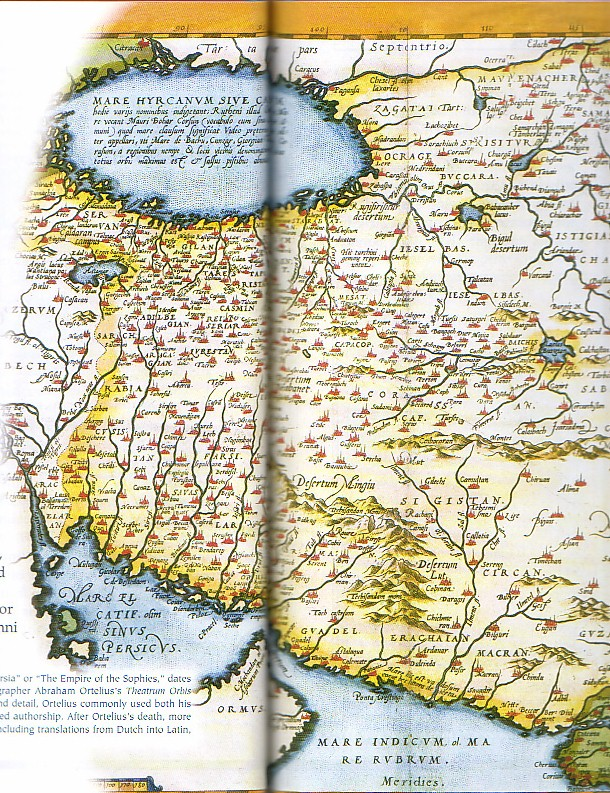
Harta Imperiului Persan din Theatrum Orbis Terrarum

La 20 mai 1570, Gilles Coppens de Diest din Antwerp a publicat Theatrum Orbis Terrarum de Ortelius, primul atlas modern, format din 53 de hărți. Până la sfârșitul lui 1572, au apărut trei ediții în latină latină și câte o ediție în neerlandeză, franceză și germană. În timpul vieții lui Ortelius au apărut 25 de ediții și mai multe altele au apărut postum, atlasul fiind foarte solicitat până în preajma lui 1612. Mare parte din hărți erau reproduceri (în primul Theatrum, Ortelius dă o listă de 87 de autori, listă crescută la 183 de nume în ediția în latină din 1601), și au loc multe discrepanțe de poziționare și toponimie. Erorile abundă, atât în concepția generală, cât și în detaliu; astfel, conturul Americii de Sud este la început foarte inexact, dar este corectat în ediția în franceză din 1587, iar în Scoția, Munții Grampian sunt puși între Forth și Clyde; dar, luat în ansamblu, atlasul cu textul ce-l însoțește a reprezentat un monument de rară erudiție și hărnicie. Precursorul imediat fusese o colecție de treizeci și opt de hărți ale țărilor europene ale Asiei, Africii, Tartariei și Egiptului, strânsă prin eforturile și pe cheltuiala prietenului și protectorului lui Ortelius, Gilles Hooftman, nobil de Cleydael și Aertselaer: mare parte din ele fuseseră tipărite la Roma, doar opt sau nouă provenind din sudul Țărilor de Jos.
În 1573, Ortelius a publicat șaptesprezece hărți suplimentare sub titlul Additamentum Theatri Orbis Terrarum. Au urmat încă patru Additamenta, ultima apărută în 1597. A demonstrat un interes deosebit și în antichități, monede și medalii, colecționând numeroase exemplare și publicând (în 1573, la Philippe Galle of Antwerp) Deorum dearumque capita ... ex Museo Ortelii (retipărită în 1582, 1602, 1612, 1680, 1683 și în 1699 de Gronovius, Thesaurus  Graecarum Antiquitatum. vol. vii).
Theatrum Orbis Terrarum a inspirat o lucrare în șase volume, intitulată Civitates orbis terrarum editată de Georg Braun și ilustrată de Frans Hogenberg cu sprijinul lui Ortelius.

### Alte hărți

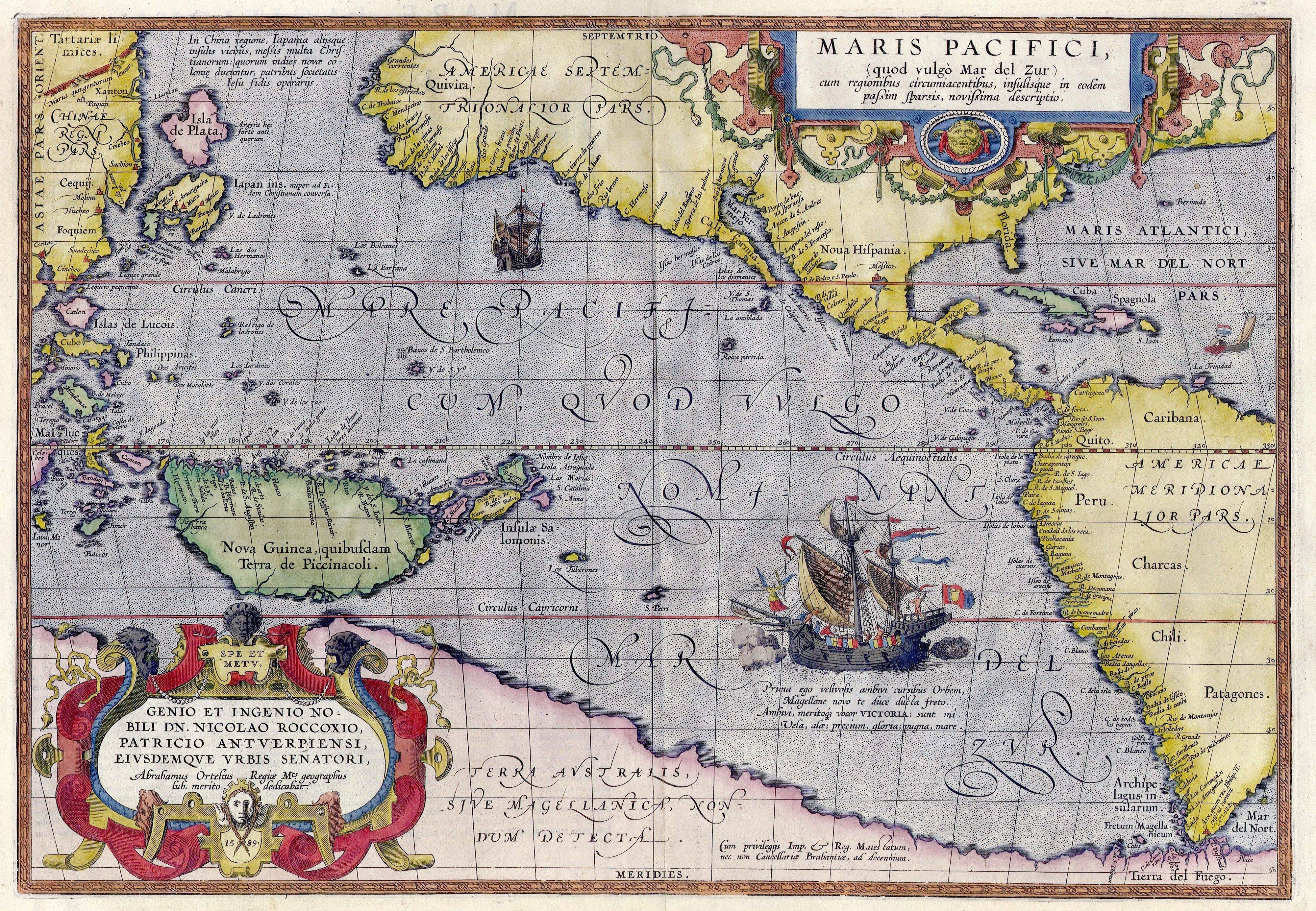
Maris Pacifici

În 1579, a publicat Nomenclator Ptolemaicus și a început să lucreze la Parergon (o serie de hărți ce ilustrau istoria antică, bisericească și laică). El a publicat și Itinerarium per nonnuilas Galliae Belgicae partes (la Tipografia Plantiniană în 1584, retipărită în 1630, în 1661 în Hegenitius, Itin. Frisio-Hoil., în 1667 de Verbiest, și în cele din urmă în 1757 la Leuven), un jurnal al călătoriei sale prin Belgia și Renania efectuată în 1575. În 1589 a publicat Maris Pacifici, prima hartă dedicată exclusiv Pacificului. Printre ultimele sale lucrări se numără o ediție a lucrării C. I. Caesaris omnia quae extant, Leiden, Raphelingen, 1593, și Aurei saeculi imago, sive Germanorum veterum vita, mores, ritus et religio. (Philippe Galle, Antwerp, 1596). El l-a ajutat și pe Welser să editeze Tabula Peutingeriana în 1598.

## Vezi și
- Brasil (insulă mitologică)